# Viaduc Serra
Le viaduc Serra (en italien viadotto Serra) est un pont en poutre-caisson autoroutier de l'A2 situé à proximité de Lagonegro, en Basilicate (Italie).

## Histoire
L'ouvrage comprend deux pont à poutres en acier jumelés parallèles composés de deux travées 117,5 mètres et d'une pile centrale d'environ 110 mètres (une autre source mentionne une hauteur de 90 mètres). La poutre-caisson métallique reposant sur les piles atteint une hauteur de 8,6 mètres. 
Dans le cadre de la rénovation de l'autoroute A3, renommé dorénavant A2 Autostrada del Mediterraneo, le viaduc a été élargi en 2011 avec un tablier plus large comprenant deux voies plus une de sécurité. 
L'ouvrage suit le tunnel de Bersaglio de 213 mètres. À environ 5 km plus au nord se trouve le viaduc Noce, également en poutre-caisson métallique.